# Petrusburg
Petrusburg este un oraș din Africa de Sud.